# Grekland i Eurovision Song Contest 2012
Grekland deltog i Eurovision Song Contest 2012 i Baku i Azerbajdzjan.

## Uttagningen
Efter att EBU släppt listan över deltagande länder vid Eurovision Song Contest 2012 den 25 januari 2012 rapporterades det den 30 januari att skivbolaget Universal Music Greece skulle dela kostnaderna för Greklands deltagande i ESC tillsammans med TV-bolaget ERT. TV-bolaget hade kontaktat flera bolag men endast UMG hade gått med på deras förslag.
Den 18 februari meddelades det att en nationell final skulle hållas den 8 mars i River West Mall i Aten. Den 23 februari meddelade ERT att finalen skulle hållas den 12 mars istället och att fyra bidrag skulle tävla om att få representera landet i Baku. Den 28 februari skulle alla låtar släppas att lyssna på men namnen på artisterna som sjöng skulle hållas hemligt till den 1 mars.
Den 28 februari släpptes de fyra låtarna "Flying Bee", "No Paking", "Aphrodisiac" och "Baby I'm Yours" utan att artisterna avslöjades. Det meddelades att förutom artisternas namn skulle även videoklipp för varje låt också släppas den 1 mars. Det tog fram till den 5 mars innan videoklippen och artisternas namn släpptes dock. Finalen skulle bestå av två unga tjejer och två band.
Värdar för finalen skulle vara Maria Kozakou och Giorgos Frantzeskakis. Vinnaren skulle utses med hjälp av 50% telefonröster och 50% jury. Dagen innan finalen höll OGAE Grekland en förfest där alla finalister samt andra artister närvarade.

### Jury[8]
- Michalis Tsaousopoulos
- Fotini Yannoulatou
- Andreas Pilarinos
- Marina Lachana
- Tasos Trifonos

### Gästartister[6]
- Ivi Adamou
- Anggun
- Sofi Marinova
- Loukas Giorkas
- Giorgos Sabanis
- Christos P.

### Nationella finalen
Finalen gick av stapeln den 12 mars och fyra bidrag tävlade om att få representera Grekland i Eurovision Song Contest 2012.
Greklands representant från 2011, Loukas Giorkas, intervjuades på scenen om hans upplevelse från Düsseldorf och hans framträdande tillsammans med Stereo Mike därifrån visades. Värdarna berättade att UMG skulle stå för hela kostnaden för Greklands deltagande i ESC och att inkomsterna från kvällens telefonröstning skulle gå till välgörande ändamål. Efter det framförde Christos P. sin låt "Ki olo mou lipis" följt av att Giorgos Sabanis framförde sin låt "Metaxi mas". Nina Zilli från Italien, Gaitana från Ukraina och Željko Joksimović från Serbien som redan var klara att representera sina länder i Baku framförde videohälsningar i programmet. Efter detta presenterades jurymedlemmarna.
Därefter framförde alla artister sina bidrag. Först ut var Dora, sen kom Cassiopeia, följt av Velvet Fire, och sist på scen var Eleftheria Eleftheriou. Omröstningen pågick sedan i tjugo minuter. Under omröstningen framförde gästartisterna på scenen. Anggun framförde först sin låt "Echo (You and I)" som hon skulle representera Frankrike med. Efter det framförde Ivi Adamou sin låt "La La Love" som hon skulle representera Cypern med. Den sista gästartisten var Sofi Marinova som framförde "Love Unlimited", Bulgariens bidrag. Efter det meddelades slutresultatet.
Vinnare blev Eleftheria Eleftheriou med låten "Aphrodisiac".
|   | Artist                 | Sång             |
| - | ---------------------- | ---------------- |
| 1 | Dora                   | "Baby I'm Yours" |
| 2 | Cassiopeia             | "Killer Bee"     |
| 3 | Velvet Fire            | "No Parking"     |
| 4 | Eleftheria Eleftheriou | "Aphrodisiac"    |

## Vid Eurovision
Grekland deltog i den första semifinalen den 22 maj. Där hade de startnummer 3. De tog sig vidare till finalen som hölls den 26 maj. Där hade de startnummer 16. De hamnade på 17:e plats med 64 poäng. Grekland fick poäng från 15 av de 41 röstande länderna. De fick 12 poäng av både Albanien och Cypern. 17:e platsen är åt Grekland den sämsta placeringen sedan 2003.